# Изиџет
Изиџет (енгл. easyJet) је британска нискотарифна авио-компанија с главном базом на аеродрому Лондон-Лутон. Компанија је основана 1995. од предузетника Стелиос Хаџи-Иону (енгл. Stelios Haji-Ioannou, грч. Στέλιος Χατζηιωάννου) који је пореклом кипарски Грк, а британски држављанин и витез британског краљевства (сер). Компанија Изиџет послује у оквиру Изи групације (easyGroup) и има преко двеста редовних летова за више од 65 одредишта.
Изиџет је компанија која није у власништву свог сопственог имена. Да би спречио непријатељско преузимање своје компаније, Стелиос Хаџи-Иону уписао је име и марку Изиџет на себе, али их редовно лиценцира својој компанији. У случају да компанија буде преузета, остала би тако без имена и марке.

## Пословни подаци
Основана 1995, компанија је почела с линијама које повезују шкотске аеродроме Глазгов и Единбург с лондонским аеродромом Лутон. Ради се о линијама на такозваној унутарбританској тркачкој стази (Лондон-Шкотска), која је најфреквентнија релација на британским острвима. С пословним циљем да изабаце туристичке агенције из продавног ланца њихових карата, компанија је навела на себе протесте туристичих агенција. Као слоган маркетиншке стратегије јој је служила тврдња да летови морају да буду јефтини као један пар фармерки. У марту 1998, Изиџет је преузео 40 одсто деоница швајцарске авио-компаније ТЕА Свицерланд (TEA Switzerland) и прекрстио је у Изиџет Свицерланд (Easyjet Switzerland). Године 2000. компанија је пласирала своје деонице на лондонској берзи. Године 2002. преузет је унутарбритански конкурент Го флај (Go Fly). Године 2004, ФЛ Групација (FL GROUP), власник авио-компанија Ајслендер (Icelandair) и Стерлинг (Sterling) преузима 8,4% деоница Изиџета. Током 2005, то учешће се повећава на 16,9% што подстрекава јавне шпекулације о целокупном преузимању Изиџета. У априлу 2006, ФЛ Групација продаје свој удео за 320 милиона евра и тиме осигурава себи капиталну добит од 140 милиона евра.
Пословни систем нискотарифних авио-превозника је преузет од америчке компаније Саутвест ерлајнз (Southwest Airlines). За разлику од директног конкурента Рајанера, Изиџет лети претежно на централне аеродроме. По свом рекламирању, Изиџет више циља на пословне људе, а не на туристе.
Превезени путници:
- Фискална година која се завршила 30. септембра 2012: 58.399.840 5,3%
- Фискална година која се завршила 30. септембра 2011: 55.470.000 11,6%
- Фискална година која се завршила 30. септембра 2010: 49.720.000 7,8%
- Фискална година која се завршила 30. септембра 2009: 46.100.000 3,3%
- Фискална година која се завршила 30. септембра 2008: 44.600.000 16,7%
- Фискална година која се завршила 30. септембра 2007: 38.200.000 15,7%
- Фискална година која се завршила 30. септембра 2006: 33.000.000 11,6%
- Фискална година која се завршила 30. септембра 2005: 29.557.640 21,6%
- Фискална година која се завршила 30. септембра 2004: 24.343.649 9,1%
- Фискална година која се завршила 30. септембра 2003: 20.332.973 78,3%
- Фискална година која се завршила 30. септембра 2002: 11.400.000 60,5%
- Фискална година која се завршила 30. септембра 2001: 7.100.000 26,8%
- Фискална година која се завршила 30. септембра 2000: 5.600.000 80,6%
- Фискална година која се завршила 30. септембра 1999: 3.100.001 —

## Резервације
При самом почетку пословања, резервације за Изиџет су се вршиле путем телефона. У то време су сви авиони имали исписан број телефона за резервације. Директна продаја карата је стандард за нискотарифне авио-компаније. Власник компаније је у прво време омаловажавао важност интернета, али после иницијалне пробе електронске продаје карата, априла 1998, интернет је практично постао стандардни пут за продају. У корист томе је ишло да су карте купљене путем интернета биле јефтиније него у телефонској продаји, што се оправдавало уштеђевином аутоматизованог обрађивања без телефонског оператера. У априлу 2004, 98 одсто карата су продате путем интернета. Сад се карте путем телефона могу купити ако је датум путовања у оквиру следећих 14 дана. Резервације дуже унапред се врше искључиво путем интернета.

## Флота летелица
До септембра 2003, компанија је искључиво летела с Боингом 737. У јесен 2003, компанија је добила прве авионе Ербас А319, од којих је у претходној години било наручено 120 комада. Због уског пласирања редова седишта, ти авиони имају на свакој страни четири уместо два излаза у случају нужде, како би путници на време напустили летелицу.
| Врста          | У флоти              | Седишта | Напомена                     |
| -------------- | -------------------- | ------- | ---------------------------- |
| Ербас A319-100 | 138                  | 156     | Највећи оператор модела А319 |
| Ербас A320-200 | 57 (+69 поручених)   | 180     |                              |
| Ербас A320нео  | 100 поручених        | —       |                              |
| Укупно         | 195 (+169 поручених) |         |                              |

### Главне базе
Поред лондонског аеродома Лутон, где је централна база, лондонски аеродром Гетвик је највећа база. Остале базе су Милуз-Базел, Белфаст, Берлин-Бранденбург, Бристол, Дортмунд, Единбург, Глазгов, Ливерпул, Лондон-Стенстед, Милано-Малпенса, Њукасл, Нотингем, Мадрид, Париз-Орли, Женева.